# AC Arles-Avignon
Az AC Arles-Avignon francia labdarúgócsapat, melynek székhelye Avignon városában van. A klubot 1913-ban alapították, legnagyobb sikerét pedig 2010-ben jegyezte, amikor fennállása során először feljutott a francia élvonalba. A következő szezonban a másodosztályban csupán tizenharmadikok lettek.

## Korábbi nevei
- 1913–2009: AC Arlésien

2009 óta jelenlegi nevén szerepel.

## Stadion

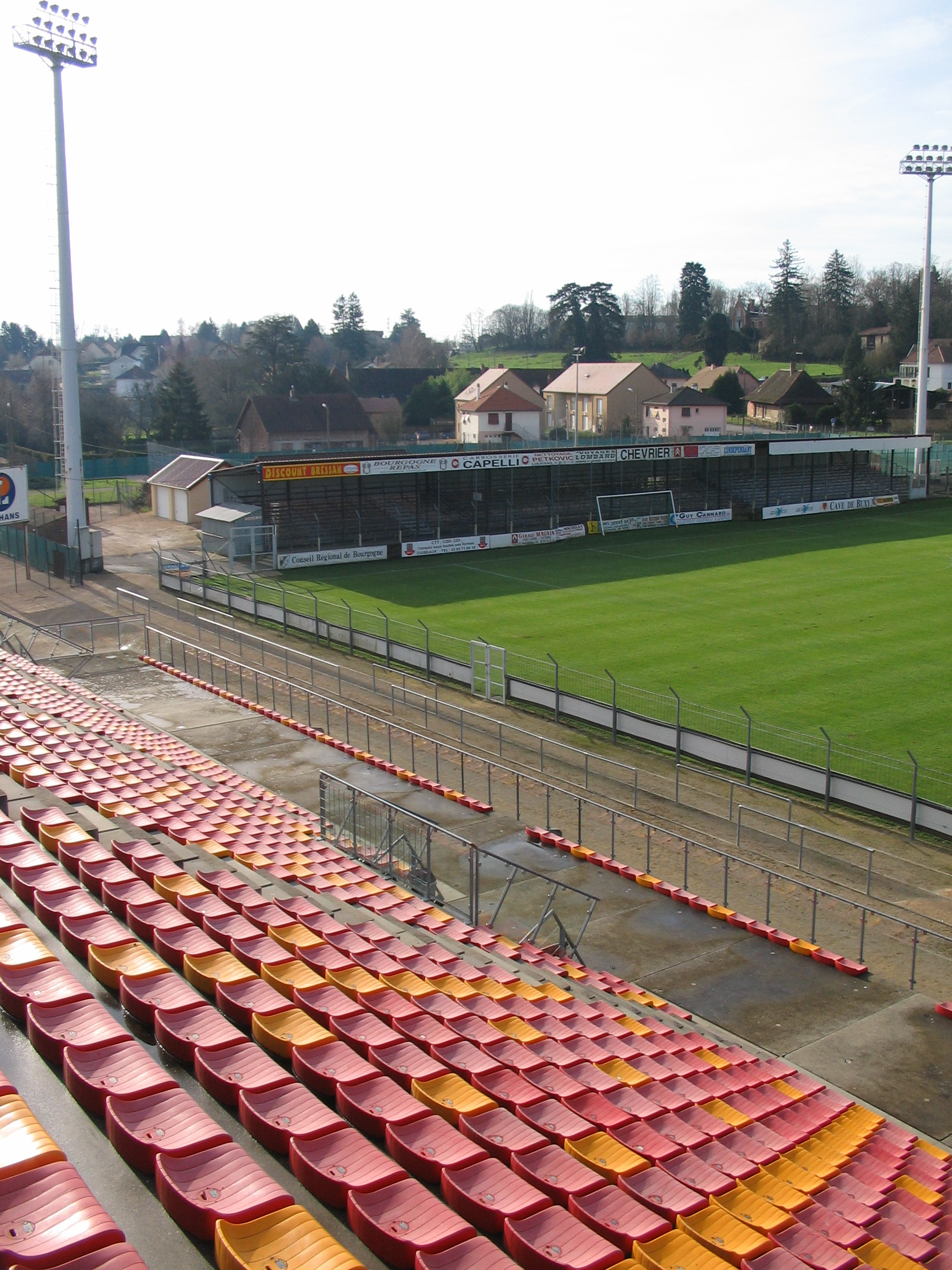
A stadion a lelátókról nézve.

A csapat hazai mérkőzéseit az Avignonhoz közeli Parc des Sports-an rendezi. A stadion 17 518 fő befogadására alkalmas.

## 2010-2011-es szezon statisztika
- Az újónc első szezonjában az utolsó (20.) helyen zárt. Csupán 3 győzelmet aratott csapat, kettőt hazai pályán, egyet vendégként. 11 döntetlent is elért. 23-szor kaptak ki. 20 gólt őttek 67-et kaptak. Csupán 20 pontot gyűjtöttek be 38 bajnoki alatt, ez a Ligue 1 negatív rekordja. A 38. fordulóban az FC Sochaux csapatát fogadták, kikaptak 3-1 arányban. E meccsen a csapat történelmi időszaka ért  véget.

## Jelenlegi keret
2012. június 16. szerinti állapot.
| #  |        | Poszt | Név                |
| -- | ------ | ----- | ------------------ |
| 1  | FRA    | K     | Ludovic Butelle    |
| 2  | TUN    | V     | Khaled Souissi     |
| 3  | FRA    | V     | Romain Elie        |
| 4  | guinea | V     | Bobo Baldé         |
| 5  | CIV    | V     | Bakary Soro        |
| 6  | FRA    | KP    | Jamel Aït Ben Idir |
| 7  | FRA    | KP    | Romain Rocchi      |
| 8  | FRA    | KP    | Christophe Landrin |
| 9  | BEL    | CS    | Luigi Pieroni      |
| 11 | FRA    | KP    | Jonathan Roufosse  |
| 12 | FRA    | V     | Ousmane N'Diaye    |
| 14 | FRA    | KP    | Chafik Najih       |
| 15 | FRA    | V     | Fabien Laurenti    |
| 16 | FRA    | K     | Florent Petit      |

| #  |        | Poszt | Név            |
| -- | ------ | ----- | -------------- |
| 17 | FRA    | KP    | Thomas Ayasse  |
| 18 | FRA    | V     | Hugo Rodriguez |
| 20 | FRA    | KP    | Jordan Galtier |
| 21 | FRA    | CS    | Anthony Guise  |
| 22 | FRA    | V     | Gaël Germany   |
| 23 | GHA    | KP    | Haminu Draman  |
| 25 | FRA    | CS    | Téji Savanier  |
| 27 | SEN    | KP    | Deme N'Diaye   |
| 28 | FRA    | KP    | Thomas Deruda  |
| 30 | guinea | K     | Naby Yattara   |

## Legjobb eredmények
- Bajnokság: első osztály, 20. helyezett (2011)
- Kupa: -
- Ligakupa: -
- Nemzetközi kupák: -